# Dunière-sur-Eyrieux
Dunière-sur-Eyrieux ist eine französische Gemeinde mit 437 Einwohnern (Stand 1. Januar 2022) in der Region Auvergne-Rhône-Alpes. Sie liegt im Département Ardèche. Ihre Einwohner werden Duniérois genannt.

## Geographie
Die Gemeinde Dunière-sur-Eyrieux im östlichen Teil des Zentralmassivs in den Gebirgszügen der Cevennen. Das Dorf liegt am Oberlauf des Flusses Eyrieux, einem rechten Nebenfluss der Rhône, unmittelbar an der Einmündung seines Nebenflusses Dunière.